# ارتباط جزيئي
الارتباط الجزيئي هو تفاعل جذاب بين جزيئين ينتج عنه ارتباط ثابت تكون فيه الجزيئات على مقربة من بعضها، ويتشكل عندما ترتبط الذرات أو الجزيئات ببعضها البعض عن طريق مشاركة الإلكترونات. وغالبًا ولكن ليس دائمًا ما يحتوي الارتباط الجزيئي على بعض الروابط الكيميائية.
في بعض الحالات، يمكن أن تكون الارتباطات قوية جدًا - على سبيل المثال، يحتوي بروتين الستربتافيدين وفيتامين بيوتين على ثابت تفكك (يعكس النسبة بين البيوتين المرتبط والبيوتين الحر) بترتيب 10−14 وبالتالي فإن التفاعلات تكون غير عكسية فيها بشكل فعال، وتكون نتيجة الارتباط الجزيئي أحيانًا تكوين مركب جزيئي تكون فيه قوى الجذب التي تربط المكونات معًا غير تساهمية بشكل عام، وبالتالي تكون عادةً أضعف من الروابط التساهمية.
يحدث الارتباط الجزيئي في المركبات الحيوية (على سبيل المثال، بين أزواج أو مجموعات من البروتينات، أو بين بروتين وجزيء صغير يترابط معه) وأيضًا في الأنظمة الكيميائية اللاحيوية، على سبيل المثال، كما في حالات تنسيق البوليمرات وشبكات التنسيق مثل الأطر المعدنية العضوية.

## الأنواع
يمكن تصنيف الارتباط الجزيئي إلى الأنواع التالية:
• غير تساهمية - لا تتشكل روابط كيميائية بين الجزيئين المتفاعلين لذلك يكون الارتباط قابلاً للعكس تمامًا
• التساهمية القابلة للعكس – يتم فيه تكوين رابطة كيميائية، إلا أن فرق الطاقة الحرة الذي يفصل المواد المتفاعلة غير المترابطة برابطة تساهمية عن المنتج المرتبط يكون قريبًا من التوازن ويكون حاجز التنشيط منخفضًا نسبيًا بحيث يحدث التفاعل العكسي الذي يفكك الرابطة الكيميائية بسهولة
• التساهمية غير القابلة للعكس - تتشكل رابطة كيميائية يكون فيها الناتج أكثر ثباتًا من الناحية الديناميكية الحرارية من المواد المتفاعلة بحيث لا يحدث التفاعل العكسي.
تسمى الجزيئات المرتبطة أحيانًا «المركب الجزيئي» -ويشير المصطلح عمومًا إلى الروابط غير التساهمية. يمكن أن تصبح التفاعلات غير التساهمية فعالة لا عكسية؛ على سبيل المثال، يمكن أن تحتوي مثبطات الربط الضيقة للأنزيمات على حركية تشبه إلى حد بعيد مثبطات التساهمية غير القابلة للعكس. ومن بين معقدات البروتين والبروتين الأكثر تعقيدا، تلك الموجودة بين إنزيم أنجيوجينين ومثبط الريبونوكليز. ثابت التفكك للبروتينات البشرية هو 5x10 m16 مول / لتر. مثال حيوي آخر هو بروتين الرابط الستربتافيدين، الذي يحتوي على تقارب عالي للغاية للبيوتين (فيتامين B7 / H ، ثابت التفكك، Kd ≈ Kd ≈10−14 mol/L )، في مثل هذه الحالات، إذا تغيرت ظروف التفاعل (على سبيل المثال، ينتقل البروتين إلى بيئة تكون فيها تركيزات البيوتين منخفضة جدًا، أو تتغير درجة الحموضة أو الظروف الأيونية)، يمكن تعزيز التفاعل العكسي. على سبيل المثال، يمكن تفكيك تفاعل البيوتين - الستربتافيدين عن طريق احتضان المركب في الماء عند 70 درجة مئوية، دون تفكك أي من الجزيئين. يمكن العثور على مثال للتغير في التركيز الموضعي الذي يسبب التفكك في تأثير بوهر، والذي يصف تفكك الروابط من الهيموجلوبين في الرئة مقابل الأنسجة المحيطية.
تؤدي بعض تفاعلات البروتين مع البروتين إلى الارتباط التساهمي، وبعض المستحضرات الصيدلانية هي مضادات لا عكسية قد تكون مرتبطة تساهميًا أو لا تساهميا. تم اكتشاف الأدوية على فترات عندما يكون فيها المرشحون للعقاقير التي ترتبط بشكل تساهمي بأهدافها جذابة ثم يتم تجنبها ؛ أدى نجاح بورتيزوميب إلى جعل المرشحون المرتبطون بالتساهم المعتمد على البورون أكثر جاذبية في أواخر العقد الأول من القرن الحادي والعشرين.

## القوة الدافعة
يجب أن تكون الطاقة الحرة للمركب حسب التعريف أقل من الجزيئات المنفصلة بالمذيب من أجل أن يكون المركب مستقرًا، قد يكون الارتباط مدفوعًا بشكل أساسي بالانتروبيا(أو ما يعرف بتعويض المحتوى الحراري) (إطلاق جزيئات المذيبات المرتبة حول الجزيء المعزول الذي ينتج عنه زيادة صافية في إنتروبيا النظام). عندما يكون المذيب ماءً، يُعرف ذلك بالتأثير الكارثي للماء. بدلاً من ذلك، قد يكون الارتباط مدفوعًا بالمحتوى الحراري حيث تكون قوى الجذب غير التساهمية مثل الجذب الكهروستاتيكي، والترابط الهيدروجينى، وقوى تشتت فان دير فالس / لندن مسئولة بشكل أساسي عن تكوين مركب مستقر. تميل المركبات التي لها مساهمة قوية في الانتروبيا إلى تكوين مساهمات ضعيفة في المحتوى الحراري. على العكس من ذلك، تميل المركبات التي تحتوي على محتوى حراري قوي إلى أن يكون لها مكون إنتروبيا ضعيف. تُعرف هذه الظاهرة باسم تعويض الانتروبيا.

## القياس
يتم قياس قوة الارتباط بين مكونات المركب الجزيئي كميًا بواسطة ثابت الارتباط (KA) ، والذي يُعرّف بأنه نسبة تركيز المركب مقسومًا على ناتج تراكيز المكونات المعزولة عند التوازن في الوحدات المولية.
عندما يعرقل المركب الجزيئي الأداء الطبيعي للإنزيم، يُشار أيضًا إلى ثابت الارتباط باسم ثابت التثبيط (KI).
{\displaystyle A+B\rightleftharpoons AB:\log K_{A}=\log \left({\frac {[AB]}{[A][B]}}\right)=-pK_{A}}
عندما يعرقل المركب الجزيئي الأداء الطبيعي للإنزيم، يُشار أيضًا إلى ثابت الارتباط باسم ثابت التثبيط (KI).

## أمثلة
تشمل الجزيئات التي يمكن أن تشارك في الارتباط الجزيئي البروتينات والأحماض النووية والكربوهيدرات والدهون والجزيئات العضوية الصغيرة مثل الأدوية. ولذلك فإن أنواع المركبات التي تتشكل نتيجة الارتباط الجزيئي تشمل:
• بروتين - بروتين
• بروتين – حمض نووي
• بروتين - هرمون
• بروتين - عقار
غالبًا ما يشار إلى البروتينات التي تشكل مركبات مستقرة مع جزيئات أخرى بالمستقبلات بينما يُطلق على شركائها الملزمين اسم الربيطات.